# Ochrymowce (rejon grodzieński)
Ochrymowce (biał. Ахрымаўцы) – wieś na Białorusi, położona w obwodzie grodzieńskim w rejonie grodzieńskim w sielsowiecie skidelskim nad rzeką Skidlanką.

## Historia
Nazwa pochodzi od imienia Efraim (Achrym), stąd w niektórych źródłach używana jest nazwa Achrymowce. Pierwotna nazwa Solennikowo, pierwsza wzmianka pochodzi z 1559 z pomiary włócznej, należała do dworu milkowskiego w ekonomii grodzieńskiej należąca do parafii w Skidlu licząca 11 włók (9 ciągłych i 2 osocznickie). Chłopi mieli 38 sztuk bydła i 27 koni. Wieś odprowadzała rocznie do skarbca 560 groszy litewskich czynszu, 120 groszy litewskich od prawa do połowu (tzw. czynsz za niewody) oraz 31 groszy od zasiewu owsa.
W latach 1921–1939 wieś leżała w Polsce, w województwie białostockim, w powiecie grodzieńskim, w gminie Skidel.
Według Powszechnego Spisu Ludności z 1921 roku zamieszkiwało tu 109 osób, 17 było wyznania rzymskokatolickiego, 92 prawosławnego. Jednocześnie 20 mieszkańców zadeklarowało polską przynależność narodową, 89 białoruską. Było tu 21 budynków mieszkalnych.
Miejscowość należała do parafii prawosławnej w Milkowszczyźnie i rzymskokatolickiej w Kamionce. Podlegała pod Sąd Grodzki w Skidlu i Okręgowy w Grodnie; właściwy urząd pocztowy mieścił się w Skidlu.
W wyniku napaści ZSRR na Polskę we wrześniu 1939 miejscowość znalazła się pod okupacją sowiecką. 2 listopada została włączona do Białoruskiej SRR. 4 grudnia 1939 włączona do nowo utworzonego obwodu białostockiego. Od czerwca 1941 roku pod okupacją niemiecką. 22 lipca 1941 r. włączona w skład okręgu białostockiego III Rzeszy. W 1944 miejscowość została ponownie zajęta przez wojska sowieckie i włączona do obwodu grodzieńskiego Białoruskiej SRR.
Od 1991 wchodzi w skład Białorusi.